# Holubivka
 For alternative betydninger, se Kirovsk. (Se også artikler, som begynder med Kirovsk)
Holubivka (ukrainsk: Голубівка, russisk: Голубовка), kendt i som Kirovsk (russisk: Кировск), er en by i Luhansk oblast (provins) i Ukraine. Den er regnet som en by af regional betydning. I 2021 havde byen  26.838 indbyggere.

## Historie
Bygden blev grundlagt i 1764 som en landsby ved navn Golubovka af den russiske oberst og indfødte serbiske Peter Golub. Dens historie følger nøje den industrielle udviklings historie i det østlige Ukraine.
Da der blev udviklet kulminer i området, blev landsbyen kendt som Golubovskiy Rudnik. Den nåede sin maksimumstørrelse i 1980'erne. Da området blev generobret fra Nazityskland i 1944, blev bebyggelsen omdøbt til Kirovsk efter den myrdede tidligere borgmester i Leningrad. I 1962 fik bosættelsen byrettigheder.
Landskabet omkring byen har stadig pyramideformede menneskeskabte bakker. De er biprodukter fra kulmineindustrien og får området til at se noget surrealistisk ud. Det bedste tidspunkt at besøge Kirovsk er august. Flere nationale og lokale helligdage fejres i løbet af denne måned, f.eks. uafhængighedsdagen og kulminearbejdernes dag.
Siden 2014 har Kirovsk ligget på den ikke-anerkendte Folkerepublikken Lugansks område og er ikke kontrolleret af de ukrainske myndigheder. Byen blev omdøbt til Holubivka' af de ukrainske myndigheder; Folkerepublikken Lugansk anerkender dog ikke dette navn, men foretrækker at beholde det tidligere navn.

## Demografi
Efter  den Ukrainske folketælling af 2001:
Etnicitet
- ukrainere: 56.9%
- Russere: 40.7%
- Hviderussere: 1%

sprog
- Russisk: 84.6%
- Ukrainsk: 14.9%
- Hviderussisk: 0.2%